# Барборсвил (Западна Вирџинија)
Барборсвил (енгл. Barboursville) град је у америчкој савезној држави Западна Вирџинија.

## Демографија
По попису из 2010. године број становника је 3.964, што је 781 (24,5%) становника више него 2000. године.
| Група             | 2000.         | 2010.         |
| Белци             | 3.092 (97,1%) | 3.707 (93,5%) |
| Афроамериканци    | 26 (0,8%)     | 121 (3,1%)    |
| Азијати           | 19 (0,6%)     | 51 (1,3%)     |
| Хиспаноамериканци | 23 (0,7%)     | 29 (0,7%)     |
| Укупно            | 3.183         | 3.964         |